# Федоренко, Павел Иосифович
Федоренко Павел Иосифович (род. 8 октября 1936, Кривой Рог, Днепропетровская область) — советский и украинский учёный в области горного дела, горный инженер-маркшейдер. Доктор технических наук (1987), профессор (1987). Академик Академии горных наук Украины (1997).

## Биография
Родился 8 октября 1936 года в городе Кривой Рог Днепропетровской области.
Во время Великой Отечественной войны проживал в оккупированном Кривом Роге.
В 1959 году окончил Криворожский горнорудный институт. В 1960—1962 годах работал на горнодобывающих предприятиях.
С 1962 года — в Криворожском горнорудном институте: инженер-исследователь, младший научный сотрудник, старший преподаватель, доцент. По совместительству возглавлял отраслевую научно-исследовательскую лабораторию управления действием взрыва при разработке полезных ископаемых. С 1986 года — заведующий кафедрой маркшейдерского дела. В 2000—2001 годах — декан маркшейдерско-геодезического факультета.

## Научная деятельность
Специалист в области маркшейдерии. Автор более 480 научных работ, в том числе 10 учебников и учебных пособий и 46 авторских свидетельств; соавтор 14-томной «Библиотеки горного инженера».
Основные направления научных интересов: геодинамические процессы в районах строительства крупных горно-обогатительных комбинатов, разработка методов предварительного разупрочнения горных пород, заоткоска уступов предельных бортов карьеров, маркшейдерское обслуживание буровзрывных работ на карьерах, стойкость бортов глубоких карьеров, автоматизация маркшейдерских работ, взрывное разрушение горных пород.
Вскрыл механизм взрывного разрушения разнопрочных пород. Возглавляемая научная школа решает проблемы создания безопасных ресурсосберегающих технологий горного производства.

### Научные труды
- Горное дело / М., 1987 (в соавторстве).
- Буровзрывные работы: [Учебник для вузов по спец. «Геол. съёмка, поиски и разведка месторождений полез. ископаемых»] / П. И. Федоренко. — М.: Недра, 1991. — 272 с. ISBN 5-247-02005-7.
- Вибухові роботи [Текст]: підручник для студентів вищих навч. закладів за напрямком «Гірництво» / В. Ф. Бизов, П. Й. Федоренко. — Кривий Ріг: Мінерал, 2001. — 230 с. ISBN 966-7103-48-X.
- Маркшейдерська справа [Текст]: підручник для студ. вищих навч. закл. за напрямком «Гірництво» / В. Ф. Бизов, П. Й. Федоренко. — Кривий Ріг: Мінерал, 2001. — 210 с. ISBN 966-7103-41-1.
- Заоткоска уступов карьеров / Кривой Рог, 2005 (в соавторстве).
- Автоматизація маркшейдерських робіт: навчальний посібник / Кривий Ріг, 2005.
- Федоренко П. Й. Один із фрагментів пам’яті про війну // Війна в пам’яті  поколінь. Випуск ІІІ / Відповідальний за випуск: д-р іст. наук, проф. В. В. Стецкевич. — Кривий Ріг: ФО-П Чернявський Д. О., 2013. — С. 23—25. (укр.)
- Федоренко П. Й. Освобождение // Війна у пам’яті поколінь. Випуск ІІ / Відповідальний за випуск: д-р іст. наук, проф. В. В. Стецкевич. — Кривий Ріг: Видавничий центр КТУ, 2010. — С. 61—63. (укр.)

## Награды
- Государственная премия Украины в области науки и техники (1997);
- Заслуженный работник образования Украины (2002);
- Нагрудный знак МОН Украины «Отличник образования»;
- Нагрудный знак «За научные достижения»;
- Пожизненная государственная стипендия (19 мая 2018)[3];
- Знак «За заслуги перед городом» (Кривой Рог) 2-й и 3-й степеней[4].